# Gelbrand-Gopherschildkröte
Die Gelbrand-Gopherschildkröte (Gopherus flavomarginatus), auch als Mexikanische Gopherschildkröte bekannt, ist eine seltene Schildkrötenart, die nur in einem kleinen Areal der Chihuahua-Wüste in Mexiko vorkommt. Sie wurde erst 1958 entdeckt und 1959 vom Herpetologen John Marshall Legler beschrieben. Ihren deutschsprachigen Namen, der an die wissenschaftliche Bezeichnung angelehnt ist, verdankt sie der gelblichen Pigmentierung der seitlichen Randschilde des Rückenpanzers.

## Beschreibung
Die Gelbrand-Gopherschildkröte ist die größte der vier nordamerikanischen Gopherschildkrötenarten. Der Carapax kann bis zu 40 cm lang werden. Dieser Rückenpanzer ist oben abgeflacht und relativ niedrig gewölbt. Er wird nach hinten zu breiter und erreicht seine größte Ausweitung etwas hinter dem Zentrum. Das Nackenschild ist ungefähr so breit wie lang und besitzt keine Einkerbungen. Die Kehlschilde des Plastrons sind relativ breit und nicht gegabelt. Die Wirbelschilde sind breiter als lang, das erste ist das schmalste, das dritte das breiteste.
Die Färbung des Rückenpanzers variiert von hell grüngelblich oder zitronengelb bis strohfarben oder braun. Die Areolen im Zentrum der einzelnen Schilde sind dunkelbraun oder schwarz. Die Randschilde (Marginalia) sind stets blasser als der Rest des Rückenpanzers, die seitlichen Randschilde sind oft gelb pigmentiert. Bei der Population im mexikanischen Bundesstaat Durango ist dieses Merkmal am deutlichsten ausgeprägt.
An den beiden Hinterextremitäten besitzen sie an jedem Schenkel zwei große Sporen mit schwarzen Spitzen. Die Vorderextremitäten sind breit, mit großen, einander überlappenden Schuppen in sieben bis acht Reihen überzogen. Sie dienen zum Graben.

### Geschlechtsunterschiede
Der Sexualdimorphismus ist nur schwach ausgeprägt. Die Männchen sind im Regelfall etwas kleiner als die Weibchen. Sie haben etwas mehr einwärts gewölbte Bauchpanzer mit weiter vorstehenden Kehlschilden und etwas längere und dickere Schwänze. Bei der Population im mexikanischen Bundesstaat Durango ist dieser Dimorphismus in der Wölbung des Bauchpanzers, der die Kopulation erleichtern soll, jedoch weniger deutlich ausgeprägt als bei Exemplaren aus anderen Teilen des Verbreitungsgebiets.

### Unterscheidung von anderen Arten
Die Form des Rückenpanzers unterscheidet die Gelbrand-Gopherschildkröte von den anderen nordamerikanischen Arten. Die
Kalifornische Gopherschildkröte (Gopherus agassizii) hat einen länglichen, hoch gewölbten Panzer, der sich nach hinten zu nicht verbreitert. Die Texas-Gopherschildkröte (Gopherus berlandieri) hat einen breiten Rückenpanzer und zwei spitze, gabelartig verzweigte Kehlschilde. Die Georgia-Gopherschildkröte (Gopherus polyphemus), zu der die Gelbrand-Gopherschildkröte zuweilen als Unterart gestellt wurde, hat einen ovalen, länglichen Rückenpanzer, der er nach hinten zu kaum verbreitert ist. Morafkas Gopherschildkröte (Gopherus morafkai), hat einen fast halbkugelförmig aufgewölbten Panzer und einen weniger breiten Kopf als die Gelbrand-Gopherschildkröte.

## Verbreitung

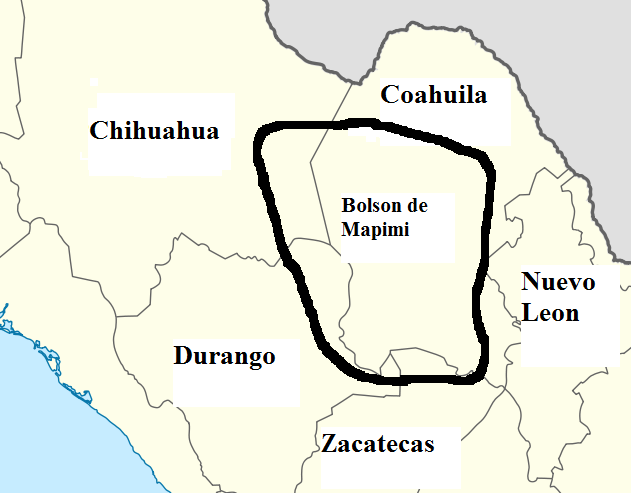
Lage des Bolsón de Mapimí, aus dem die letzten überlebenden Gelbrand-Gopherschildkröten in Mexiko stammen

Sie ist endemisch im Bolsón de Mapimí der 1976 von der UNESCO zum Biosphärenreservat erklärt wurde. Dieses Gebiet erstreckt sich über den Südwesten des mexikanischen Bundesstaates Coahuila, den Südosten des Bundesstaates Chihuahua und den Nordosten des Bundesstaates Durango. Es handelt sich um ein trockenes Becken in einer Meereshöhe von 1000 bis 1300 Metern.
Während der letzten Kaltzeit waren diese Schildkröten von den Great Plains westlich von Arizona bis ins südliche Mexiko verbreitet. Veränderungen der Landschaft und des Klimas sorgten jedoch dafür, dass sie in ein kleines Becken in der mexikanischen Wüste isoliert und im heutigen Verbreitungsgebiet in etwa 6 Populationen aufgespalten wurden. Die genetische Variation zwischen diesen Populationen ist jedoch gering. Unter natürlichen Wüstenbedingungen bewohnt etwa ein Tier einen Hektar.
Für Nachzuchten zur Arterhaltung wurden einige Exemplare in die Vereinigten Staaten exportiert. Eine Wiederansiedlung in Gebieten Nordamerikas, in denen sie bis zum Ende des Pleistozäns vorkamen, wird jedoch von Umweltschützern abgelehnt.

## Lebensweise
Gelbrand-Gopherschildkröten leben in Kolonien von bis zu 100 Tieren und werden erst zur Morgen- oder Abenddämmerung richtig aktiv. Sie sind erst mit 12–15 Jahren geschlechtsreif, können aber ein Alter von 80–100 Jahren erreichen. Die Schildkröten graben in der feuchten Saison Bauten von 10 Metern Länge und 1,5 bis 2,5 Metern Tiefe in den Boden. Diese Bauten haben nur einen Eingang. Hier überdauern sie sowohl die Trockenperioden des Sommers, als auch kalte Wintertage.

### Fortpflanzung
Die Paarungszeit ist von April bis August. Nester werden zwischen April und September in der Nähe der Bauten angelegt. Die Eier werden außerhalb des Baus in ungefähr 20 Zentimeter tiefe Löcher gelegt. Ein Gelege enthält 5 bis 6 (in seltenen Fällen 3 bis 9) Eier. Es können zwar von einem Weibchen bis zu drei Mal im Jahr Eier gelegt werden, sieben von acht Gelegen werden jedoch von Räubern zerstört. Das führt dazu, dass ein Schildkrötenpaar in acht Jahren durchschnittlich nur 3,4 Nachkommen produziert. Auch diese sind in Gefahr, die Geschlechtsreife nicht zu erreichen. Außer den Menschen gehören Kojoten, Falken, Rennkuckucke, Dachse, Stinktiere und Raben zu ihren Feinden.

### Ernährung
Wie andere Gopherschildkröten sind die Gelbrand-Gopherschildkröten Pflanzenfresser. 21 Pflanzenarten dienen ihnen zur Ernährung, hauptsächlich Gräser, die 64 Prozent ihrer Nahrung ausmachen. Die wichtigsten Gräser sind Bouteloua barbata (22,7 %), Hilaria mutica (15,2 %), Tridens pulchellus (14,9 %) und Sida leporosa (13,6 %). Bouteloua barbata ist die Hauptnahrungsquelle im Sommer, Hilaria  mutica und Sida leporosa dienen hauptsächlich während des restlichen Jahres der Ernährung.

## Gefährdung
Um das Jahr 1973 fürchtete man schon das Aussterben dieser Art, da sie sich überwiegend von einer Grasart ernährt, die von den grasenden Rinderherden verdrängt wurde. Außerdem galten ihre Eier und ihr Fleisch als Delikatesse bei den Einwohnern. Dank der Aufklärungsarbeit mexikanischer Artenschützer und der Schutzbestimmungen konnte sich ihr Bestand wieder erholen. Seither wird er von der IUCN nur noch als gefährdet eingestuft.